# Claudia Riera
Clàudia Riera i Bertran (* 1. Januar 1996 in Andorra), besser bekannt als Claudia Riera, ist eine spanische Schauspielerin.

## Leben und Karriere
Riera wurde in Andorra. Sie studierte an der Institut del Teatre. Riera begann ihre Karriere im Theater und wirkte in mehreren Kurzfilmen mit, darunter California, Awake, und Let Me Free. Auf der Bühne war sie unter anderem in den Produktionen Alba, Refugiats und Cercamón Cabaret zu sehen. Anschließend spielte sie 2019 in der Serie Les de l'hoquei eine Hauptrolle. Außerdem wurde Riera 2020 für den Film L'ofrena gecastet. Im selben Jahr trat sie in Vis a vis: El Oasis. 2022 bekam sie eine Rolle in La mesita del comedor. Von 2021 bis 2023 belegte sie in der Serie El internado: Las Cumbres eine der Hauptrollen.

## Filmografie
Filme
- 2020: La ofrenda
- 2022: La mesita del comedor
- 2023: La niña de la comunión

Serien
- 2019: Les de l'hoquei
- 2020: Vis a vis: El Oasis
- 2021–2023: El internado: Las Cumbres
- 2024: Jo mai mai